# Life Thru a Lens
Life Thru a Lens – pierwszy solowy album brytyjskiego wokalisty Robbie’ego Williamsa wydany w 1997 roku.

## Lista utworów
źródło:.
1. "Lazy Days" – 3:54
2. "Life Thru a Lens" – 3:07
3. "Ego a Go Go" – 3:34
4. "Angels" – 4:25
5. "South Of The Border" – 3:53
6. "Old Before I Die" – 3:53
7. "One Of God's Better People" – 3:33
8. "Let Me Entertain You" – 4:22
9. "Killing Me" – 3:56
10. "Clean" – 3:55
11. "Baby Girl Window" – 14:10